# Thomas J. Sullivan
Thomas J. Sullivan (ur. 14 maja 1888 w Hrabstwie Kerry w Irlandii, zm. 30 lipca 1974 w Nowym Jorku) – amerykański działacz religijny, członek Ciała Kierowniczego Świadków Jehowy.

## Życiorys
Thomas J. Sullivan (Bud) został ochrzczony w marcu 1916 roku. Jako kaznodzieja pełnoczasowy działał w kanadyjskiej prowincji Ontario. W roku 1924 wraz z żona Evelyn rozpoczął wolontariat w Biurze Głównym Towarzystwa Strażnica w Nowym Jorku. Pracował tam w Dziale Służby. 31 października 1932 został członkiem zarządu Towarzystwa Strażnica. Regularnie odwiedzał swoich współwyznawców, którzy odsiadywali wyroki więzienia w Stanach Zjednoczonych i Kanadzie z powodu neutralności podczas II wojny światowej (uwięzieni obdżektorzy). W 1971 roku został członkiem Ciała Kierowniczego. Zmarł w wieku 86 lat.

## Podróże służbowe
Thomas J. Sullivan brał udział w kongresach międzynarodowych.